# Lubica (Polska)
Lubica – osada w Polsce, w województwie wielkopolskim, w powiecie kępińskim, w gminie Rychtal.
Do 31 grudnia 2023 miejscowość była częścią wsi Drożki.